# William Parr, I marchese di Northampton

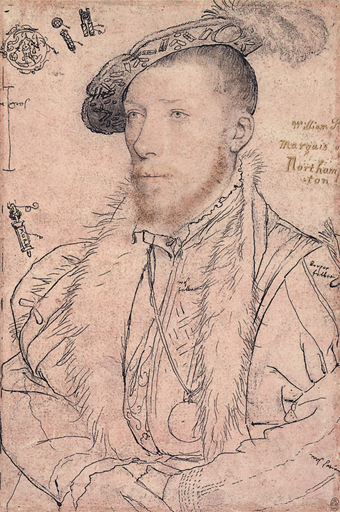
Disegno tra il 1538 e il 1540

William Parr, I marchese di Southampton (Londra, 14 agosto 1513 – Warwick, 27 ottobre 1571), nobile inglese, fratello di Caterina Parr ultima moglie di Enrico VIII d'Inghilterra.

## Biografia
William Parr nacque il 14 agosto 1513 da Sir Thomas Parr e Maud Green, suo nonno Sir Thomas Green morì alla Torre di Londra dov'era stato portato per delle accuse di tradimento e le sue sorelle erano Anne Parr e Caterina Parr, ultima moglie di Enrico VIII d'Inghilterra, dei tre fratelli William era il mezzano.
Il 9 febbraio 1527 William sposò Anne Bourchier, il loro matrimonio fu lungo, ma infelice, Anne gli fu infedele e dalla sua relazione nacque un figlio cosa che spinse William a chiedere l'annullamento delle nozze, annullamento che gli venne concesso il 17 aprile 1543 e dove si dichiarò che i figli di lei avuti dall'amante erano da considerarsi illegittimi. In aggiunta a questo William ottenne il titolo del suocero defunto, quello di Conte di Essex insieme alle terre che questo portava con sé.
Nel 1548 vennero dichiarate valide le sue nozze, avvenute in segreto, con Elizabeth Brooke, una cortigiana con cui intratteneva da tempo una relazione, nonostante fosse legalmente libero da cinque anni non aveva potuto risposarsi, giacché le leggi di allora non erano tenere nei confronti delle seconde nozze, pur a fronte di un annullamento. Nel 1547 William venne creato Marchese di Northampton e nel 1553 venne arrestato con l'accusa di aver favorito l'ascesa al trono di Jane Grey ai danni di Maria I d'Inghilterra, sorella del defunto Edoardo VI d'Inghilterra. William effettivamente era stato molto caro al "nipote" ed era molto vicino al suocero di Jane Grey John Dudley, I duca di Northumberland vera mente dietro il tentativo di usurpazione del trono a Maria. Le sue nozze con Elizabeth vennero dichiarate nulle insieme alla confisca del titolo e fu la sua prima moglie ad adoperarsi perché William fosse rimesso in libertà. Lui ci guadagnò la vita, e la restituzione del titolo di marchese, ed Anne una rendita annua. Con l'avvento di Elisabetta I d'Inghilterra nel 1559 William si vide rinnovata la validità delle nozze con Elizabeth e arrivò anche la restituzione di molte delle sue terre.
Elizabeth morì nel 1565 e William rimase vedovo per diversi anni prima di convolare di nuovo a nozze, nel 1571 con Elin Ulfsdotter Snakenborg, una dama di corte di origine svedese molto più giovane di lui.
William morì senza lasciare figli a Warwick il 27 ottobre 1571 e venne sepolto, a spese della regina, in una chiesa locale, sulla sua tomba è riportata la seguente iscrizione: William Parr, Marquis of Northampton; Died in Warwick 28 October 1571. [Buried] with the ceremonial due [of a] Knight of the Garter to the Order of Queen Elizabeth who bore the expense of the funeral, 2 December 1571.. Alla morte di William il marchesato si estinse per mancanza di eredi.